# Kupferhammer
Ein Kupferhammer ist ein Hammer, dessen Kopf aus dem Metall Kupfer gefertigt ist.
Anders als bei üblichen Hämmern aus Stahl können beim Hämmern mit einem Kupferhammer – etwa auf Stein – keine Funken entstehen. Der Kupferhammer gehört daher zur Standardausrüstung der Feuerwehr, da er auch Einsätze in explosionsgefährdeten Bereichen ermöglicht. Kupfer- und Aluminiumhämmer werden in der Industrie auch wegen ihrer Weichheit eingesetzt. Werkstücke oder Werkzeuge aus Stahl können so nicht durch den Hammereinsatz unbeabsichtigt verformt oder beschädigt werden.